# Smokey Robinson
Smokey Robinson (* 19. února 1940 Detroit, Michigan) je americký zpěvák. V letech 1955–1972 byl členem skupiny The Miracles a následně začal vydávat sólová alba; první nazvané Smokey vyšlo v roce 1973. V roce 1985 se podílel na písni „We Are the World“ v rámci pomoci hladovějící Africe. V roce 1987 byl uveden do Rock and Roll Hall of Fame. Robinsonem napsané písně předělalo mnoho umělců, mezi které patří The Rolling Stones, The Beatles, Michael Jackson, Phil Collins nebo Grateful Dead. V žebříčku 100 nejlepších zpěváků všech dob amerického časopisu Rolling Stone se umístil na dvacátém místě.